# Бронислав Онуф-Онуфрович
Бронислав Онув-Онуфрович (на полски: Bronislaw Onuf-Onufrowicz) е американски невролог, психиатър, психоаналитик от руско-полски произход, известен най-вече с откритието си на група неврони в гръбначния мозък, наречени ядра на Онув.

## Биография
Роден е през 1863 година в Енисейск (днес град в Красноярски край, Русия) в семейството на Адам Онуфрович и съпругата му Мария. Посещава Индустриалното училище в Цюрих и по-късно следва медицина в Цюрихския университет. Ученик е на Огюст Форел.
Около 1890 г. емигрира в САЩ. Работи в Патологичния институт на Нюйоркската щатска болница под ръководството на Ира Ван Гисон, по-късно там става лектор. От 1899 г. работи в болницата „Св. Катерина“. През 1920-те години е консултиращ невролог в Американската болница за пехотинци 43, разположена на остров Елис.
Той е член и вицепрезидент на Нюйоркското психоаналитично общество, член на Американската неврологична асоциация (1895), секретар и вицепрезидент на Нюйоркското неврологично общество.
Умира на 29 декември 1928 година в Ръдърфорд на 65-годишна възраст.